# Wojciech Jaruzelski
Wojciech Witold Jaruzelski (6. juli 1923 i Kurów – 25. maj 2014 Warszawa) var en polsk general og politiker, der var ministerpræsident og præsident for sit land i det sidste årti under kommunismen.
En karriere med sideløbende forfremmelser i både hæren og kommunistpartiet førte til posten som forsvarsminister i 1964. Den politiske krise, som det kommunistiske system gennemlevede i 1980-81 efter dannelsen af Solidaritet, placerede Jaruzelski som den øverste leder af Polen. I 1981-1989 var han førstesekretær for PZPRs Centralkomité, 1981-1985 ministerpræsident, 1985-1989 formand for Statsrådet, inden han 1989-1990 blev præsident.
Den 13. december 1981 indførte han militær krigsretstilstand (undtagelsestilstand). Jaruzelski har senere undskyldt dette med truslen om invasion fra Sovjetunionen, en forklaring, som stadigvæk står til diskussion i den polske offentlighed. Berlinmurens fald og Solidaritetsbevægelsens valgsejr i 1989 gjorde hurtigt Jaruzelskis politiske position uholdbar. Siden udgangen af 1990 har han levet som pensionist. I den offentlige debat har han dog ikke undgået at forsvare sin beslutning om krigsretstilstanden.

## Udtale
- Navnet Wojciech Jaruzelski - korrekt udtalt